# Gibet de Morges
Le gibet de Morges est un monument historique du canton de Vaud en Suisse. Il se trouvait au voisinage de la route du lac, sur la rive gauche du cours d'eau du Boiron de Morges, sur l'actuelle commune de Tolochenaz. Il n'en subsiste qu'une seule colonne maçonnée, recomposée en 1958.

## Histoire
Au XIIIe siècle, le seigneur de Vufflens, qui détenait le droit de dernier supplice sur toute la région de Morges, avait établi ses « fourches » au voisinage immédiat de la future agglomération.
Mais vers 1286 Louis Ier de Vaud accapare ce secteur pour y créer de toutes pièces une ville neuve, qui prendra le nom du cours d'eau voisin, la Morges (rivière). Son autorité s'étend aux droits de haute justice. Il fait par conséquent élever un nouveau son gibet en limite de ce territoire, sur la commune de Tolochenaz, sur la rive gauche du Boiron de Morges, au midi du vieux chemin menant de Tolochenaz à Saint-Prex, et en amont de la grande route plus récente, dite du lac.

## Les lieux de justice
Au Moyen Âge, la justice se rend à Morges sur la place du marché, où un banc réservé à cet usage se trouve sous les halles. Plus tard, la justice inférieure, qui traite des affaires mineures, a lieu à l'hôtel de ville. La petite statue de la Justice (1651), dont une copie figure dans une niche à l'angle de l'hôtel de ville, provient de l'une des fontaines de la ville.
Un autre siège de justice est, au Moyen Âge, situé à l'entrée du château. Après la conquête bernoise en 1536, les baillis maintiennent la tradition en faisant restaurer, en 1566, ce siège de justice à l'entrée de la porte antérieure de la forteresse, mais déplacent les audiences baillivales dans la cour supérieure du château.
Les affaires criminelles relèvent de la haute justice et sont traitées par la justice baillivale. Les exécutions capitales doivent être approuvées par le gouvernement de Berne lui-même      .

## Le gibet
Comme la plupart des lieux d'exécution, le gibet de Morges était situé à proximité d'une grande route pour servir d'avertissement à la population, mais en limite de territoire, afin de réduire les nuisances pour la ville. Il était initialement constitué de quatre poteaux de chêne disposés en carré et coiffés de poutres horizontales servant de potences.
Sous le Régime bernois, surtout aux XVIe et XVIIe siècles, de nombreuses exécutions ont eu lieu ici, non seulement par la corde, mais également par le glaive, le feu pour les sorciers et sorcières, voire par la roue pour les brigands des grands chemins. Les cadavres étaient enterrés sur place.
Depuis  la fin du XVIIe siècle en tout cas, le gibet de Morges ne comporte plus que trois piliers disposés en triangle. En 1750, il est reconstruit en pierre, au moyen de trois colonnes faites de gros blocs maçonnés, en calcaire jaune, soigneusement taillés. Les exécutions toutefois se raréfient et en 1798, à la Révolution vaudoise, le gibet, symbole fort de l'Ancien Régime, est démoli. Les blocs sont alors partiellement réutilisés dans une cave de la rue de la Gare. Ces fragments, redécouverts en 1903, ont été rétablis en 1958 au voisinage du Boiron, non loin de leur position originale. Le site, toutefois, a été fortement modifié par des réaménagements routiers et l'exploitation d'une gravière. Aujourd'hui, cette colonne isolée est cachée de la route par la végétation, légèrement à l'ouest de la maison de maître de la Caroline, en amont du rond-point routier. Classée monument historique en 1958, elle mériterait une plaque explicative      .